# 小田の池
小田の池（おだのいけ）は、大分県由布市湯布院町にある湖。

## 概要
阿蘇くじゅう国立公園内のやまなみハイウェイ沿いに位置する標高約770m、面積14.3haの大分県では数少ない天然湖。西側には人造湖で小田の池よりもやや大きな山下湖が隣接する。
小田の池は日本の重要湿地500に選定されている。池の南東側のほとりは泥炭層が堆積した湿原となっており、大分県の固有植物であるツクシボウフウをはじめサギソウやシラヒゲソウなどの希少な植物が自生している。
周囲からの旧石器時代から古墳時代にかけての石器や土器が出土しており、小田の池周辺が古代から人間の生活の場となっていたことが明らかになっている。
1966年（昭和41年）には、第21回国民体育大会のために来県した昭和天皇、香淳皇后が湿原地を訪問した。